# Lithacodia vialis
Lithacodia vialis är en fjärilsart som beskrevs av George Francis Hampson. Lithacodia vialis ingår i släktet Lithacodia och familjen nattflyn. Inga underarter finns listade i Catalogue of Life.